# Disphragis apparata
Disphragis apparata är en fjärilsart som beskrevs av William Schaus 1911. Disphragis apparata ingår i släktet Disphragis och familjen tandspinnare. Inga underarter finns listade i Catalogue of Life.